# تشارلز بالمر
تشارلز بالمر (بالإنجليزية: Charles Palmer )‏ (و. 1777 – 1851 م) هو سياسي، من المملكة المتحدة لبريطانيا العظمى وإيرلندا، توفي عن عمر يناهز 74 عاماً.

## مناصب
تولى منصب عضو البرلمان في المملكة المتحدة.

## التعليم
تعلم في كلية إيتون، وكلية أوريل بجامعة أكسفورد.